# 胆振国

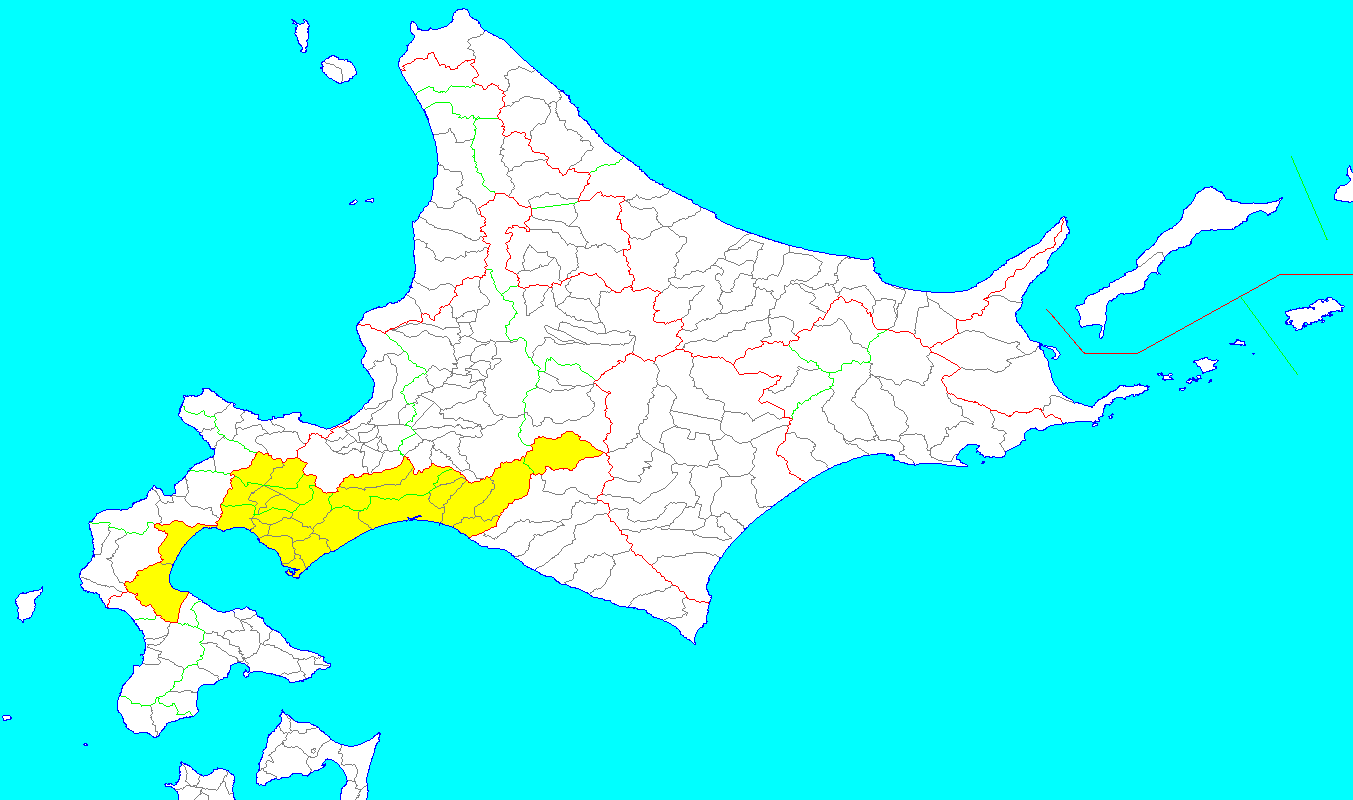
胆振国の範囲（1869年8月15日）

胆振国（いぶりのくに）は、大宝律令の国郡里制を踏襲し戊辰戦争（箱館戦争）終結直後に制定された日本の地方区分の国の一つである。五畿八道のうち北海道 (令制)に含まれた。制定当初は膽振國とも表記された。国名の由来は、斉明天皇のころ阿倍臣が胆振鉏（いぶりさえ）の蝦夷（えみし）たちを饗応したという故事にちなむ。道南から道央にかけての地域に位置し、現在の胆振総合振興局管内の全域、渡島総合振興局管内の長万部町と八雲町のうち旧熊石町・旧落部村を除く部分、後志総合振興局管内の虻田郡、石狩振興局管内の千歳市・恵庭市、上川総合振興局管内の占冠村にあたる。

## 領域
1869年（明治2年）の制定時の領域は、現在の北海道の胆振総合振興局管内に下記を加えた区域に相当する。
- 勇払郡占冠村
- 千歳市
- 恵庭市
- 虻田郡喜茂別町・京極町・倶知安町・ニセコ町・真狩村・留寿都村
- 山越郡長万部町
- 二海郡八雲町の一部（野田追川より北西、雲石峠より北東）

## 沿革
ここでは、胆振国成立までについても記述する。
日本書紀には、斉明天皇5年（659年）に阿倍比羅夫が後方羊蹄（しりべし）に政所・郡領を置いたとあり、後方羊蹄を北海道内に比定するのであれば、虻田郡域の羊蹄山付近との説や、古墳の存在や出土品などから千歳郡域（恵庭或いは千歳）との説もある（参考:奄美群島の歴史#古代）。一方、胆振鉏（いぶりさえ）について新井白石は勇払郡域（ユウフツ場所）に当たるとの説を唱えている（#外部リンクも参照。）。なお、後方羊蹄、胆振鉏ともに、比定地は秋田県から青森県もしくは北海道のどこかと推定されているものの、それ以上の地域の絞り込みは進んでいない。
また、千歳郡域内（現在の恵庭市）では蝦夷征討が盛んであった飛鳥時代から平安時代初期にかけ茂漁古墳群（柏木東遺跡）が築かれた。この古墳群からは土師器や須恵器のほか和同開珎や律令時代の六位以下の位階を示す帯金具などの副葬品が発見され、構造も石狩国札幌郡の江別古墳群や北東北の終末期古墳と同様の群集墳である。その他、千歳郡域では皇朝十二銭のひとつで平安時代に流通した隆平永宝が現在の恵庭市の茂漁8遺跡から、同じく富寿神宝などが現在の千歳市のウサクマイ遺跡群から出土している。当時の胆振国域では擦文文化が栄えていたが、後の10世紀中葉に渡島半島の日本海側では擦文文化と本州土師器文化の混合的文化である青苗文化が成立した。青苗文化の人々は擦文人の側に帰属意識をもちながら（出土した青苗文化の椀の底には、日本海沿岸の擦文人と祖先を同じくすることを示す刻印がみられる）、北海道西部と東北北部との間の交易に携わっていた。鎌倉時代の文献『諏訪大明神絵詞』から、中世の蝦夷には日ノ本・唐子・渡党という三つの集団があったことが知られているが、そのうちの渡党は、考古学者・瀬川拓郎の推察によると古代青苗文化人の後裔であった。道南の住民であったと考えられる渡党の活動範囲は渡島半島周辺地域であった。また、日ノ本については北方の諸民族とする説もあるが、金田一京助の推定によると北海道太平洋岸の住民であった。鎌倉幕府は夷島について、当時の日本国の外部でありながら支配権が及ぶ地域として位置づけ、蝦夷の子孫を自称する津軽安藤氏を蝦夷管領の代官として蝦夷の管轄を担わせた（『諏訪大明神絵詞』では安藤氏が蝦夷管領であるかのように記されているが、厳密には蝦夷管領の正員は北条氏で、安藤氏はその代官職を家職としていた）。南北朝から室町初期には、本州日本海沿岸と夷島を結ぶ交易の要衝であった十三湊に拠った下国安藤氏が、日本海海運の商品流通に多大な影響力を有する武装した海商的豪族として活動し、日之本将軍を称して権勢を張っていた。日之本将軍は正式な官名ではなく通称であるが、「日之本」と呼ばれた地域（当時の日本における東の境界であった北東北よりも東方の地を指し、この場合は本州の津軽外ヶ浜から夷島の渡島半島にかけての地域）を支配する権力者を意味していたと考えられる。
室町時代に入ると、応仁の乱のちょうど10年前の康正3年 / 長禄元年（1457年）にコシャマインの戦いが勃発、胆振国域のほぼ全域でも和人と東夷による戦いが繰り広げられた。このとき、平安時代に創建された有珠郡域の善光寺や幌別郡域の刈田神社なども荒廃した。後代に成立した松前藩の史書『新羅之記録』によると、コシャマインの戦いのきっかけとなった事件の起こった1456年から、1525年に至るまで断続的に繰り返された一連の争乱によって、それまで東は陬川（現・むかわ町鵡川）、西は與依地（現・余市町）までの範囲に居住していた和人たちの多数が殺され、生き残った人々は松前と天河に集住するようになったという。これらの戦いの一方の当事者である道南の館主らは後世の松前藩の文献では渡党と呼ばれており、元北海道開拓記念館学芸員の海保嶺夫は、コシャマインの戦いは蝦夷の一派である渡党と他の2集団（唐子および日ノ本）との戦いであったと解釈している（海保は、中世における蝦夷とは辺民を意味するものであって必ずしも大和民族にとっての異民族だけを指していたのではなかったとの立場を取る）。ただし『新羅之記録』では、渡党は源頼朝の奥州合戦の際に北東北から夷島に逃げ渡った人々や鎌倉時代に夷島に流刑された強盗などの子孫であると記されているが、入間田宣夫は、この時代に道南の館主層の構成員として主に活躍したのは、もとは15世紀半ば頃までに夷島に渡った北東北の土豪や浪人衆であったと指摘している。菊池勇夫は、渡党を日本人や中国人が混在していた東シナ海の倭寇に比して、当時の道南では和人とアイヌの間に「倭寇的状況」が成立しており、渡党はアイヌとも和人ともつかぬマージナルな存在であったと論じた。このような和人系・アイヌ系の両属的集団であった渡党は、コシャマインの戦いに代表されるこの戦乱の時代に、和人かアイヌのいずれかの勢力に取り込まれていったと想定される。また、15世紀に本州から夷島に進出して道南の交易体制に浸食した和人の商人的武装集団が後に自ら渡党を名乗るようになり、その一方で元来の渡党（青苗文化人の後裔）は最終的に和人と同化した、とする旭川市博物館・元館長の瀬川拓郎の意見もある。
江戸時代ころになると、松前藩によって松前藩家臣が蝦夷の人々と交易を行う十ヶ所の場所とよばれる知行地が開かれ、各地に交易の中心地や松前藩の出先機関である運上屋が置かれた。アイヌの人々は百姓身分に位置付けられ、撫育政策・オムシャの際、掟書の伝達のほか乙名・小使・土産取など役蝦夷の任命や扶持米の支給（介抱）なども行われた。制度的な詳細は商場（場所）知行制および場所請負制を、漁場については北海道におけるニシン漁史を参照されたい。後に置かれた郡との相対は下記のとおりである。
- ヤムクシナイ場所 ・・・ 後の山越郡
- アブタ場所 ・・・ 後の虻田郡
- ウス場所 ・・・ 後の有珠郡
- モロラン場所 ・・・ 後の室蘭郡
- ヱトモ場所 ・・・ 後の室蘭郡
- ホロベツ場所 ・・・ 後の幌別郡
- アヨロ場所 ・・・ 後の白老郡虎杖浜
- シラヲイ場所 ・・・ 後の白老郡
- ユウフツ場所 ・・・ 後の勇払郡および後の千歳郡南部（現千歳市）

※ 千歳郡南部は、ユウフツ場所に編入されたかつてのシコツ場所に相当する。
- シュママップ場所・・・後の千歳郡北部（現恵庭市穂栄、北島、林田、漁太近辺）

※ シュママップ場所は石狩十三場所のひとつで、後の石狩国札幌郡南部（北広島市）も含んだ
江戸時代から明治時代初頭にかけての胆振国域の交通について、陸上交通では、沿岸部に一部地形が険しく道が途絶える箇所があり、舟に乗り換える区間があった。寛政年間になり山越郡と虻田郡の境を越える長万部 - 虻田間の道（国道37号静狩峠の前身）や室蘭 - 幌別間の道などが開削され、渡島国の箱館から道東や千島国方面に至る陸路（室蘭以西は国道37号、室蘭 - 苫小牧間は札幌本道や国道36号、苫小牧以東は国道235号の前身）が繋がっている。また、文化年間には勇払から千歳に至る千歳越が、安政4年（1857年）には後志国小樽郡の銭函から石狩国札幌郡を経て千歳に至る札幌越新道（千歳新道）などが勇払場所請負人・山田文右衛門らによって開削され太平洋岸と日本海岸を陸路で結んだ。千歳越や札幌越新道は札幌本道や国道36号の前身にあたる。また、胆振国内の河川には藩政時代から廃使置県までの間10箇所の渡船場数があり、渡し船なども運行されていた。
海上交通は畿内や奥羽の日本海側など道外方面との間に北前船の航路が開かれ、室蘭や苫小牧などにも寄航していた。
江戸時代初期の寛永17年（1640年）、内浦湾対岸にあたる渡島国域の駒ヶ岳が山体崩壊し大津波が発生、胆振国域で多数の犠牲者が出ている。この時の駒ヶ岳の大噴火は寛永の大飢饉にも影響を与えている。正保元年（1644年）には、胆振国域を含む「正保御国絵図」が作成された。寛文9年（1669年）6月、日高国域を中心に起こったシャクシャインの戦いにより、胆振国域内でも多数の和人が殺害された。蝦夷の軍勢（アイヌ）は松前に向かったが、山越郡域クンヌイ（現長万部町国縫）での合戦で鉄砲を主力とする松前藩に敗北し形成は逆転、後に平定されている。元禄13年、松前藩は蝦夷地の地名を記した松前島郷帳を幕府に提出し、正徳5年（1715年）には、「十州島、唐太、チュプカ諸島、勘察加」は自藩領と報告。

その他、胆振国域では古くから火山活動が盛んである。虻田郡域の有珠山は寛文3年（1663年）、明和6年（1769年）、文政5年（1822年）、嘉永6年（1853年）の噴火が知られ、特に文政5年の噴火では火砕流のため虻田の集落が全滅、甚大な被害を受け多数の犠牲者を出している。勇払郡域と千歳郡域に跨る樽前山は寛文7年（1667年）、元文4年（1739年）、文化元年（1804年）の噴火が記録に残る。また、蟠渓温泉や最上徳内の『蝦夷草紙』にも記された登別温泉などが古くから知られている。
江戸時代後期、胆振国域は東蝦夷地に属していた（山越郡域は和人地）。国防のため寛政11年（1799年）東蝦夷地は公議御料（幕府直轄領）とされ、翌12年（1800年）には八王子千人同心千人頭･箱館奉行支配調役原胤敦の弟･新助の一行が移住し、現在の苫小牧市の基礎を築いた。また享和元年（1801年）には山越内関所が設けられた。これは渡島国亀田郡から移転したもので、蝦夷地への武器の持ち込みなどを取り締まる国内最北の関所であった。同年、伊能忠敬が沿岸部を測量し、後に大日本沿海輿地全図も作成された。文化4年以降全蝦夷地のアイヌ人の宗門人別改帳（戸籍）が作成されるようになる（江戸時代の日本の人口統計も参照）。文化10年箱館へ向かう高田屋嘉兵衛を乗せたディアナ号が室蘭に寄港。（1813年）文政4年（1821年）には一旦松前藩領に復し、弘化2年と3年に松浦武四郎が訪れた。安政2年（1855年）再び公議御料となり、ホロベツ以西は南部藩が、シラヲイ以東は仙台藩が警固を担当した。このとき南部藩は室蘭郡域（元陣）とヤムクシナイのヲシャマンベ（分屯所）に、仙台藩はシラヲイにそれぞれ陣屋を設けている。安政3年から同5年にかけ、箱館奉行所の役人となった松浦武四郎が調査のため再び胆振に足跡を残した。安政6年（1859年）の6藩分領以降、一部が南部藩領（虻田郡南西部、絵鞆、幌別郡）と仙台藩領（白老郡）であったが、他の各藩警固地は公議御料のままであった。戊辰戦争時、江戸開城後成立した蝦夷共和国に開拓奉行（室蘭奉行）が設けられ、室蘭に250名が移住し箱館戦争終結まで開拓と守備を行った。慶応4年4月12日、箱館裁判所（閏4月24日に箱館府と改称）の管轄となった。
- 明治2年（1869年）
  - 同年7月から全域が道外の藩や士族などにより分領支配される。
  - 旧暦8月15日（9月20日）に胆振国8郡が制定され、44村が含まれた。
  - 10月 廃止を検討されていた場所請負制が漁場持と名称を変更。
- 明治3 - 4年（1870年から1871年）本願寺道路が建設された。
- 明治4年（1871年）
  - 旧暦7月14日（8月29日）、廃藩置県。
  - 旧暦8月20日（10月4日）、北海道の分領支配の廃止。全域が開拓使の管轄となる。
- 明治5年（1872年）
  - 虻田郡黒松内村が後志国寿都郡に移管された。
  - 壬申戸籍編製。
  - 旧暦4月9日（5月15日）、全国一律に戸長・副戸長を設置。
  - 旧暦10月10日（11月10日）、大区小区制施行。
  - 旧暦12月2日（1872年12月31日）、天保暦からグレゴリオ暦に改暦。
- 明治5 - 6年（1872年から1873年）江戸時代の道をもとに札幌本道が建設された。
- 明治9年（1876年）9月 漁場持の廃止。
- 明治12年（1879年）7月23日、郡区町村編制法（明治11年7月22日太政官布告第17号）施行。
- 明治15年（1882年）2月8日、廃使置県にともない山越郡は函館県の、それ以外の全域は札幌県の所管となる。
- 明治29年（1896年）5月、胆振国で徴兵制度が施行された。

## 国内の施設

### 寺院
寺院は比叡山の僧・円仁が平安時代の天長3年（826年）に開山したと伝わり、江戸時代には蝦夷三官寺のひとつとされた有珠善光寺がかつて有珠郡の一部だった伊達市にある。このほか文政年間に山越内に建立された阿弥陀堂を起源とする山越郡（八雲町）の円融寺や、室蘭郡（室蘭市）の常照山満冏寺（まんけいじ）、山越郡（長万部町）の光明山善導寺などが江戸時代に建立されている。

### 神社
神社は神仏混合（平安朝）時代に往来した和人が地元人とともに奉斎したと伝わる刈田神社、江戸時代初期に建立された弁天堂を起源とする千歳神社や、寛政年間にはすでに存在していた大臼山神社など、下記のものはいずれも江戸時代以前の創建である。
- 山越郡 諏訪明神社（現山越諏訪神社、二海郡八雲町）
- 山越郡 飯生神社（山越郡長万部町）
- 虻田郡 豊浦神社（虻田郡豊浦町）
- 虻田郡 稲荷神社（虻田郡洞爺湖町虻田地区）
- 有珠郡 大臼山神社（伊達市）
- 室蘭郡 崎守神社（室蘭市）
- 室蘭郡 絵鞆神社（室蘭市）
- 幌別郡 刈田神社（登別市）
- 白老郡 弁天社（現白老八幡神社 白老郡白老町）
- 勇払郡 恵比須神社（苫小牧市）
- 千歳郡 弁天堂→思古津稲荷大明神（現千歳神社、千歳市）

旧社格は、千歳神社が郷社である。

## 地域

### 郡
胆振国は以下の8郡で構成された。
- 山越郡
- 虻田郡
- 有珠郡
- 室蘭郡（現在は消滅）
- 幌別郡（現在は消滅）
- 白老郡
- 勇払郡
- 千歳郡（現在は消滅）

### 江戸時代の藩
- 松前藩領、松前氏（1万石格）1599年 - 1799年・1821年 - 1855年（胆振全域）
- 南部藩モロラン陣屋、1859年 - 1868年（虻田場所南西部、絵鞆場所、幌別場所）
- 仙台藩白老元陣屋、1859年 - 1868年（アヨロ場所、白老場所）

分領支配時の藩
- 斗南藩領、1870年 - 1871年（山越郡）
- 大泉藩領、1869年 - 1870年（虻田郡）
- 一関藩領、1869年 - 1871年（白老郡）
- 高知藩領、1869年 - 1871年（勇払郡、千歳郡）

※分領支配時、有珠郡、室蘭郡、幌別郡の三郡（のち虻田郡も）は仙台藩士領

### 人口
明治5年（1872年）の調査では、人口6251人を数えた。

## 胆振国の合戦
- 1457年：コシャマインの戦い
- 1669年：シャクシャインの戦い